# Patrón molecular asociado a patógenos

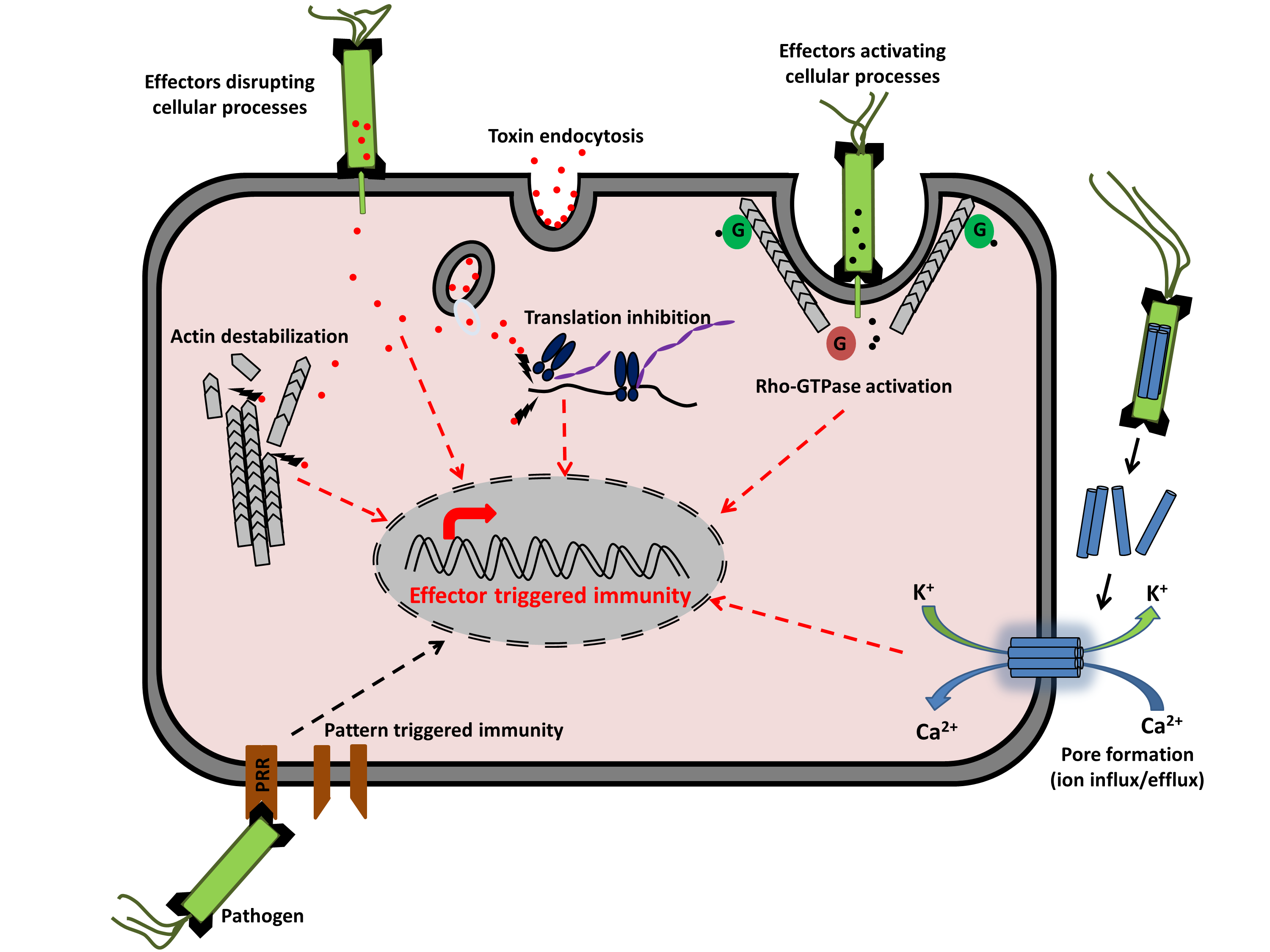
Patrón molecular asociado a patógenos, donde se ve como actúa una célula en contacto con un elemento patógeno potencialmente nocivo.

Los  patrones moleculares asociados a patógenos  (Pathogen-associated molecular patterns), (PAMPs), son pequeñas secuencias de moléculas que se repiten en grupos de patógenos (como por ejemplo la manosa de muchas paredes bacterianas). Son reconocidos por los denominados Receptores de reconocimiento de patrón (Pattern-recognition receptors -PRRs) entre los que se encuentra la familia de receptores  tipo "toll" (Toll-like Receptors -TLRs) o los receptores tipo NOD (NOD-like Receptors -NLRs). Los lipopolisacáridos bacterianos son el prototipo de PAMP. Otros PAMPs incluyen al ácido lipotéicoico para las bacterias Gram positivas, peptidoglucanos, y variantes de ácido nucleico normalmente asociado con virus.
Estos patrones moleculares son esenciales para el reconocimiento de los microorganismos por parte de las células de la inmunidad innata las cuales responden de manera distinta según el microorganismo identificado.